# Би Джей Томас
Би Джей Томас (на английски: B. J. Thomas) е американски певец.

## Биография
Роден е на 7 август 1942 година в Хюго, малко градче в щата Оклахома. Израства в и около Хюстън в Тексас. Известно време пее в църковен хор, докато е все още юноша. Включва се в групата „Трайъмфс“ (The Triumphs), с която през 1966 година записва албума I'm So Lonesome I Could Cry. Плочата се радва на голям успех и от нея са продадени над 1 милион копия, които донасят първия златен диск на Томас. През същата година той записва солов албум, който носи същото заглавие.
През 1968 година Томас отново постига голям търговски успех със сингъла Hooked On A Feeling от албума On My Way, отново продавайки над 1 милион копия. Неговото изпълнение на песента Raindrops Keep Fallin' On My Head за филма Буч Касиди и Сънданс Кид му носи голям успех и стига до №1 в класацията на „Билборд Хот 100“ през януари 1970. Съответно, Томас печели нов, трети златен диск.
Някои от най-големите му хитове през 70-те са песните I Just Can't Help Believing (№9 в класация на сп. „Билборд“ през 1970; Елвис Пресли прави неин кавър), Rock and Roll Lullaby, No Love, Everybody's Out of Town и Mighty Clouds of Joy. През 80-те години популярността му започва да намалява, но въпреки това някои от новите му песни достигат горните части на класациите за кънтри музика. Последният му албум е Love to Burn (2007).
|  | Тази страница частично или изцяло представлява превод на страницата B. J. Thomas в Уикипедия на английски. Оригиналният текст, както и този превод, са защитени от Лиценза „Криейтив Комънс – Признание – Споделяне на споделеното“, а за съдържание, създадено преди юни 2009 година – от Лиценза за свободна документация на ГНУ. Прегледайте историята на редакциите на оригиналната страница, както и на преводната страница, за да видите списъка на съавторите. ВАЖНО: Този шаблон се отнася единствено до авторските права върху съдържанието на статията. Добавянето му не отменя изискването да се посочват конкретни източници на твърденията, които да бъдат благонадеждни. |